# Stygobromus apscheronia
Stygobromus apscheronia is een vlokreeftensoort uit de familie van de Crangonyctidae. De wetenschappelijke naam van de soort is voor het eerst geldig gepubliceerd in 1945 door Derzhavin.